# Eve McVeagh
Eve McVeagh (* 15. Juli 1919 in Cincinnati, Ohio als Eva Elizabeth McVeagh; † 10. Dezember 1997 in Los Angeles, Kalifornien) war eine US-amerikanische Schauspielerin.

## Leben und Karriere
Eva Elizabeth McVeagh, genannt Eve McVeagh, wurde 1919 in Cincinnati, im US-Bundesstaat Ohio geboren. Sie war die Tochter des Eisenbahn Hugh McVeagh und seiner Faru Eva E. Johnson. 1923 zog sie mit ihrer verwitweten Mutter und deren Mutter nach Los Angeles. Später zog sie nach New York City und war am Broadway als Bühnenschauspielerin tätig. Auch trat sie in den 1940er- und 1950er-Jahren in diversen Radioserien auf.
1946 war McVeagh in fünf Folgen der Fernsehserie Faraway Hill erstmals im Fernsehen zu sehen. 1952 folgte ihr Spielfilmdebüt in dem oscarprämierten Filmklassiker Zwölf Uhr mittags, in dem sie in der Rolle der Mildred Fuller den von Gary Cooper gespielten Sheriff an der Tür abweist.  In der Fernsehserie The Clear Horizon hatte sie 1960 bis 1962 eine wiederkehrende Nebenrolle. Insgesamt umfasst ihr filmisches Schaffen zwischen 1948 und 1988 mehr als 160 Film- und Fernsehproduktionen.
McVeagh war zum Zeitpunkt ihres Todes mit dem Charakterdarsteller und Regisseur Clarke Gordon (ihrem vierten Ehemann) verheiratet und hatte vier Kinder und neun Enkelkinder.

## Filmografie
- 1946: Faraway Hill (Fernsehserie, 5 Folgen)
- 1948: Public Prosecutor (Fernsehserie, Folge 1x17)
- 1951: The Billy Rose Show (Fernsehserie, Folge 1x16)
- 1951–1954: Kleine Spiele aus Übersee (Fireside Theater, Fernsehserie, 4 Folgen)
- 1952: Racket Squad (Fernsehserie, Folge 2x33)
- 1952: Zwölf Uhr mittags (High Noon)
- 1952: Your Jeweler's Showcase (Fernsehserie, Folge 1x06)
- 1952–1953: Schlitz Playhouse of Stars (Fernsehserie, 2 Folgen)
- 1953: Hollywood Opening Night (Fernsehserie, Folge 2x14)
- 1953: Life with Luigi (Fernsehserie, Folge 2x07)
- 1953: The Red Skelton Show (Fernsehserie, Folge 3x06)
- 1953: Das gläserne Netz (The Glass Web)
- 1954: Dragnet (Fernsehserie, Folge 3x30)
- 1954: I Love Lucy (Fernsehserie, Folge 3x26)
- 1954: Climax! (Fernsehserie, Folge 1x04)
- 1955: The Pepsi-Cola Playhouse (Fernsehserie, Folge 2x15)
- 1955: The Ford Television Theatre (Fernsehserie, Folge 3x24)
- 1955: In die Enge getrieben (Tight Spot)
- 1955: Damon Runyon Theater (Fernsehserie, Folge 1x07)
- 1955: Stage 7 (Fernsehserie, Folge 1x20)
- 1955: Die Verlorenen (The Cobweb)
- 1955: The Donald O’Connor Show (Fernsehserie, Folge 1x15)
- 1955: … und nicht als ein Fremder (Not as a Stranger)
- 1955: Front Row Center (Fernsehserie, Folge 1x05)
- 1955: Crossroads (Fernsehserie, Folge 1x03)
- 1955: Und morgen werd’ ich weinen (I’ll Cry Tomorrow)
- 1955: Ein Hundeleben (It’s a Dog’s Life)
- 1955: I Led Three Lives (Fernsehserie, Folge 2x37)
- 1956: Crusader (Fernsehserie, Folge 1x16)
- 1956: The 20th Century-Fox Hour (Fernsehserie, Folge 1x09)
- 1956: Our Miss Brooks (Fernsehserie, Folge 4x27)
- 1956: Science Fiction Theatre (Fernsehserie, Folge 2x04)
- 1956: Anklage: Hochverrat (The Rack)
- 1956: Streifenwagen 2150 (Highway Patrol, Fernsehserie, Folge 1x35)
- 1956: Präriebanditen (Reprisal!)
- 1956: Das schwache Geschlecht (The Opposite Sex)
- 1956: Matinee Theater (Fernsehserie, Folge 2x54)
- 1956–1957: Lux Video Theatre (Fernsehserie, 2 Folgen)
- 1957: The Shadow on the Window
- 1957: Jack-Benny-Show (The Jack Benny Program, Fernsehserie, Folge 7x15)
- 1957: Sierra Stranger
- 1957: Superman – Retter in der Not (Adventures of Superman, Fernsehserie, Folge 5x11 Der gestohlene Elefant)
- 1957: The George Sanders Mystery Theater (Fernsehserie, Folge 1x11)
- 1957: The Web (Fernsehserie, Folge 1x13)
- 1957: Date With The Angels (Fernsehserie, Folge 2x14)
- 1957: Casey Jones, der Lokomotivführer (Casey Jones, Fernsehserie, Folge 1x22)
- 1957–1958: Playhouse 90 (Fernsehserie, 2 Folgen)
- 1957–1960: Perry Mason (Fernsehserie, 3 Folgen)
- 1958: Die letzte Hoffnung (The Court of Last Resort, Fernsehserie, Folge 1x17)
- 1958: Mickey Spillane’s Mike Hammer (Fernsehserie, Folge 1x10)
- 1958: Einer muß dran glauben (The Left Handed Gun)
- 1958: Westinghouse Studio One (Fernsehserie, Folge 10x36)
- 1958: General Electric Theater (Fernsehserie, Folge 7x02)
- 1958: Unwed Mother
- 1958: Der Mann mit der Kamera (Man with a Camera, Fernsehserie, Folge 1x10)
- 1959: Alcoa Theatre (Fernsehserie, Folge 2x12)
- 1959: Crime & Punishment, USA (Crime and Punishment U.S.A.)
- 1959: The Thin Man (Fernsehserie, Folge 2x31)
- 1959: Tausend Meilen Staub (Rawhide, Fernsehserie, Folge 1x22 Die Comancheros)
- 1959: Dennis, Geschichten eines Lausbuben (Dennis the Menace, Fernsehserie, Folge 1x02)
- 1959: Bold Venture (Fernsehserie, Folge 1x33)
- 1959–1962: Alfred Hitchcock präsentiert (Alfred Hitchcock Presents, Fernsehserie, 4 Folgen)
- 1960: Johnny Ringo (Fernsehserie, Folge 1x17)
- 1960: Lawman (Fernsehserie, Folge 2x19)
- 1960: Riverboat (Fernsehserie, Folge 1x24)
- 1960: Geheimakte M (Man on a String)
- 1960: Startime (Fernsehserie, Folge 1x27 Zwischenfall an der Ecke)
- 1960: The Wizard of Baghdad
- 1960–1962: The Clear Horizon (Fernsehserie, 256 Folgen)
- 1961: Coronado 9 (Fernsehserie, Folge 1x25)
- 1961: Surfside 6 (Fernsehserie, Folge 1x31)
- 1961: The Real McCoys (Fernsehserie, 3 Folgen)
- 1961: Wells Fargo (Tales of Wells Fargo, Fernsehserie, Folge 6x01)
- 1961: Cain's Hundred (Fernsehserie, Folge 1x05)
- 1961: Polizeirevier 87 (87th Precinct, Fernsehserie, Folge 1x08)
- 1962: Checkmate (Fernsehserie, Folge 2x15)
- 1962: Alcoa Premiere (Fernsehserie, Folge 1x13)
- 1962: Have Gun – Will Travel (Fernsehserie, Folge 5x23)
- 1962: Boris Karloff's Thriller (Thriller, Fernsehserie, 2 Folgen)
- 1962: The Law and Mr. Jones (Fernsehserie, Folge 2x02)
- 1962: The Tall Man (Fernsehserie, Folge 2x38)
- 1962: The Eleventh Hour (Fernsehserie, Folge 1x08)
- 1962–1963: Wagon Train (Fernsehserie, 2 Folgen)
- 1962, 1964: Twilight Zone (The Twilight Zone, Fernsehserie, 2 Folgen)
- 1963: Channing (Fernsehserie, Folge 1x05)
- 1963: The Lieutenant (Fernsehserie, Folge 1x09)
- 1963: 77 Sunset Strip (Fernsehserie, 2 Folgen)
- 1963: Petticoat Junction (Fernsehserie, 3 Folgen)
- 1963, 1965: Alfred Hitchcock zeigt (The Alfred Hitchcock Hour, Fernsehserie, 2 Folgen)
- 1963, 1967: Bob Hope Presents the Chrysler Theatre (Fernsehserie, 2 Folgen)
- 1964: Arrest and Trial (Fernsehserie, Folge 1x21)
- 1964: Karen (Fernsehserie, Folge 1x03)
- 1965: Solo für O.N.C.E.L. (The Man from U.N.C.L.E., Fernsehserie, Folge 1x29)
- 1965: Dr. Kildare (Fernsehserie, Folge 4x32)
- 1965: Daniel Boone (Fernsehserie, 2 Folgen)
- 1966: Hank – Der (un)heimliche Student (Hank, Fernsehserie, Folge 1x16)
- 1966: Mein Onkel vom Mars (My Favorite Martian, Fernsehserie, Folge 3x21)
- 1966: My Mother The Car (Fernsehserie, Folge 1x26)
- 1966: F Troop (Fernsehserie, Folge 1x25)
- 1966: Meine drei Söhne (My Three Sons, Fernsehserie, Folge 6x30)
- 1967: FBI (The F.B.I., Fernsehserie, Folge 2x18)
- 1967: Hey Landlord (Fernsehserie, Folge 1x25)
- 1967: Der Weg nach Westen (The Way West)
- 1967: Bonanza (Fernsehserie, Folge 9x05 Geiselnahme auf der Ponderosa)
- 1967: Die Reifeprüfung (The Graduate)
- 1967–1969: Polizeibericht (Dragnet 1967, Fernsehserie, 3 Folgen)
- 1967, 1969: Die Leute von der Shiloh Ranch (The Virginian, Fernsehserie, 2 Folgen)
- 1968: Der Chef (Ironside, Fernsehserie, Folge 2x09 Das Haus in der Todesbucht)
- 1968: Der Außenseiter (The Outsider, Fernsehserie, Folge 1x11)
- 1968: Auf welcher Seite willst Du liegen, Liebling? (Three in the Attic)
- 1968–1973: Adam-12 (Fernsehserie, 3 Folgen)
- 1969: Mayberry R.F.D. (Fernsehserie, Folge 2x05)
- 1969: Roberta (Fernsehfilm)
- 1969, 1971: Room 222 (Fernsehserie, 2 Folgen)
- 1970: Airport
- 1970: Die Glut der Gewalt (The Liberation of L.B. Jones)
- 1970: Männerwirtschaft (The Odd Couple, Fernsehserie, Folge 1x04)
- 1971: Maybe I'll Come Home in the Spring (Fernsehfilm)
- 1971: Wo die Liebe hinfällt (Love American Style, Fernsehserie, Folge 3x03)
- 1972: Glass Houses
- 1972: Eddies Vater (The Courtship of Eddie’s Father, Fernsehserie, Folge 3x17)
- 1972: The Daughters of Joshua Cabe (Fernsehfilm)
- 1972: Alias Smith und Jones (Alias Smith and Jones, Fernsehserie, Folge 3x06)
- 1972–1974: McMillan & Wife (Fernsehserie, 3 Folgen)
- 1973: Die Straßen von San Francisco (The Streets of San Francisco, Fernsehserie, Folge 1x25 Das Einhorn)
- 1973: Here's Lucy (Fernsehserie, Folge 6x05)
- 1974: The Snoop Sisters (Fernsehserie, Folge 1x03)
- 1974: Police Story (Fernsehserie, Folge 1x19)
- 1974: Abenteuer der Landstraße (Movin' On, Fernsehserie, Folge 1x03)
- 1975: The Texas Wheelers (Fernsehserie, Folge 1x06)
- 1975: Unsere kleine Farm (Little House on the Prairie, Fernsehserie, Folge 2x11 Die Wundermedizin)
- 1975: Maude (Fernsehserie, Folge 4x14)
- 1976: King Kong
- 1977: Exo-Man (Fernsehfilm)
- 1977: Die Sieben-Millionen-Dollar-Frau (The Bionic Woman, Fernsehserie, Folge 3x11 Der Meisterdetektiv)
- 1977, 1979: Barnaby Jones (Fernsehserie, 2 Folgen)
- 1978: Make-up und Pistolen (Police Woman, Fernsehserie, Folge 4x14)
- 1979: Drei Engel für Charlie (Charlie’s Angels, Fernsehserie, Folge 3x13 Wenn Engel Urlaub machen)
- 1979: Ein ganz natürlicher Mord (Murder by Natural Causes, Fernsehfilm)
- 1979, 1981: Lou Grant (Fernsehserie, 2 Folgen)
- 1980: Die Jeffersons (The Jeffersons, Fernsehserie, Folge 6x13 Niemand ist vollkommen)
- 1980: Macht der Mächtigen (Power, Fernsehfilm)
- 1980: CHiPs (Fernsehserie, Folge 3x24 Bonnie pennt)
- 1980, 1986: Zeit der Sehnsucht (Days of Our Lives, Fernsehserie, 2 Folgen)
- 1981: Operation Red Flag (Red Flag: The Ultimate Game, Fernsehfilm)
- 1981: Der unglaubliche Hulk (The Incredible Hulk, Fernsehserie, Folge 5x05 Mädchenraub)
- 1982: Unter der Sonne Kaliforniens (Knots Landing, Fernsehserie, Folge 3x21 Alles in Scherben/Zerrüttete Verhältnisse)
- 1982: Life of the Party: The Story of Beatrice (Fernsehfilm)
- 1982: Polizeirevier Hill Street (Hill Street Blues, Fernsehserie, Folge 3x06)
- 1983: Knight Rider (Fernsehserie, Folge 1x16)
- 1983: Money to Burn
- 1984: Jennifer Slept Here (Fernsehserie, Folge 1x10)
- 1984: Hunter (Fernsehserie, Folge 1x01)
- 1984: Airwolf (Fernsehserie, Folge 2x11)
- 1985: Ein Engel auf Erden (Highway to Heaven, Fernsehserie, 2 Folgen)
- 1985: T. J. Hooker (Fernsehserie, Folge 4x20)
- 1985: Creator – Der Professor und die Sünde (Creator)
- 1985: Cagney & Lacey (Fernsehserie, Folge 5x03)
- 1985–1986: Simon & Simon (Fernsehserie, 2 Folgen)
- 1987: Mathnet (Fernsehserie, Folge 1x05)
- 1987: Square One TV (Fernsehserie, Folge 1x23)
- 1988: Ohara (Fernsehserie, Folge 2x10)